# Crio-microscopia eletrónica
Crio-microscopia eletrónica (português europeu) ou eletrônica (português brasileiro) (crio-ME) é uma forma de microscopia eletrónica de transmissão na qual a amostra biológica é estudada a temperaturas criogénicas e preservada em gelo amorfo. Isto possibilita o estudo de materiais biológicos com alta resolução mesmo em amostras hidratadas, coradas e não coradas, gerando imagens como se estivesse in vivo.  Isto acontece porque a crio-microscopia causa um congelamento instantâneo e sem cristalizar proteína, mantendo-a hidratada e em sua conformação nativa.

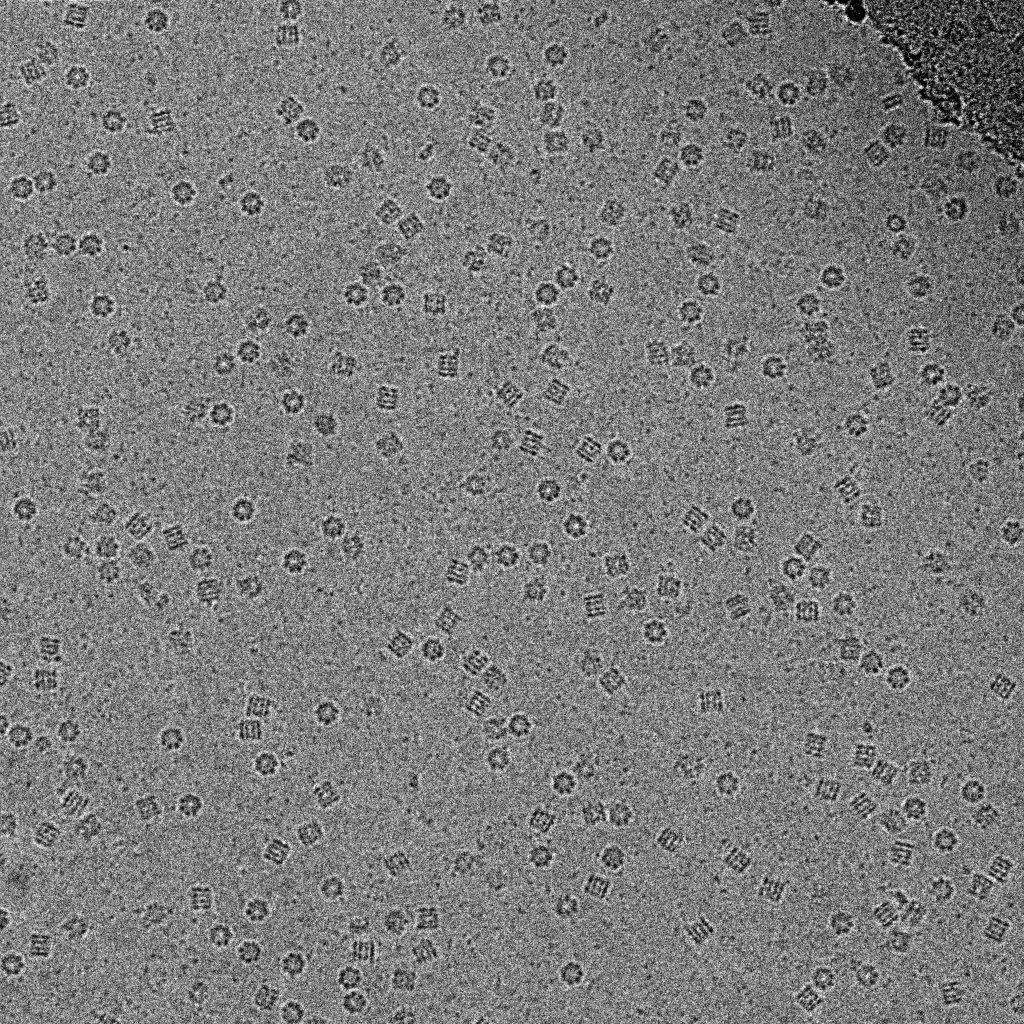
Imagem de crio-microscopia eletrónica de uma proteína suspensa em gelo amorfo e ampliada 50000 vezes.

Como vantagens a crio-EM usa somente pequenas quantidades de amostras produzindo boas imagens; visualiza  e caracteriza variados tipos de amostra (células, organelas celulares e complexos de macromoléculas); permite também um alta ampliação e observação de perto e a como fixação da amostra envolve congelamento rápido e fixação do material no gelo vítreo, isso leva a maior  preservação de seu estado hidratado. Como pontos a melhorar estão a baixa relação sinal/ruído causando problemas de  contraste da imagem, o que pode dificultar a distinção das estruturas observadas e dificuldade de obtenção de imagens de uma amostra inclinada podendo tornar sua qualidade prejudicada.